# 許崇信 (1968年)
許崇信醫生（1968年6月19日—），馬來西亞政治人物，民主行动党党员，曾任霹雳金宝国会议员（2013年至2018年），以及霹雳州议会甲巴央州议员（2018年至2022年）。

## 生平

### 早年生涯
許崇信於1992年畢業於愛爾蘭都柏林三一學院醫學院，畢業後曾在都柏林、英國牛津和倫敦擔任高级實習醫生，1997年至2001年間曾在伯明翰的伯明翰中心区域医院、伊利沙伯王后醫院和考文垂的瓦爾斯格拉韋醫院擔任注册专科医生。2001年，許崇信返回馬來西亞，在檳城中央醫院心臟科中心擔任心胸外科顾问医生。2004年，許崇信轉投怡保專科醫院。他在怡保執業期間，以動手術而為人所知，故有「刀手」的稱號。

### 政治生涯
2004年，許崇信認識同在怡保專科醫院任職，後來成為人民公正黨籍务边下議院議員的李文材，並在2008年馬來西亞大選時與怡保其他醫院的醫生召開記者會，宣佈支持李文材參選。
2009年，許崇信加入民主行動黨。2013年，民主行動黨霹靂州委員會秘書倪可敏宣佈派出許崇信出選下議院金宝，以注重選區的教育和平衡發展作為競選承諾，結果他擊敗競逐連任的馬來西亞華人公會下議院議員李志亮，當選下議院議員，加上成功在務邊選區連任的李文材，使怡保專科醫院同時有2位醫生成為國會議員。許崇信當選後，表示自己因為覺得馬來西亞的前途被貪腐政治破壞以及想為爭取人民的利益而參選，亦表示參選並非為了利益，而是為爭取一個為國家前途施展抱負的機會。
2013年民主行動黨霹靂州委員會換屆時，許崇信獲委任為霹靂州委員會委員暨卫生事务局主任，在2015年獲得連任。

## 争议
2015年1月，網上流傳許崇信要求撤銷私立大學師生修讀伊斯蘭文明科的消息，亦因此引發馬來西亞皇家警察總長卡立對此作出調查。許崇信否認說過要求撤銷私立大學師生修讀伊斯蘭文明科，並指自己只建議將伊斯蘭文明科列為選修科目。

## 個人生活
許崇信已婚，育有5名子女。